# 海军上将桥
海军上将桥（意大利语： Ponte dell'Ammiraglio ）是意大利西西里首府巴勒莫的一座中世纪桥梁，位于斯卡法广场 （Piazza Scaffa）。
这座桥曾经跨越奥雷托河，是在12世纪的诺曼西西里时代，由西西里王国鲁杰罗二世的首席大臣“众埃米尔之埃米尔”，安条克的乔治所建。 
2015 年，该桥作为“阿拉伯-诺曼时期的巴勒莫以及切法卢和蒙雷阿莱的主教座堂”共计九座宗教和市政建筑的一部分，评为联合国教科文组织世界遗产。

## 历史
根据传说，这座桥位于总领天神弥额尔在此向西西里伯爵鲁杰罗一世显现，帮助他征服巴勒莫，当时那里还是伊斯兰西西里酋长国的一座堡垒。1131年桥梁竣工，一年前鲁杰罗二世加冕，成为西西里王国第一任国王。监督工程的是海军元帅安条克的乔治，他的权势在全国仅次于鲁杰罗二世。这座桥的作用是连接首都与奥雷托河对岸的皇家花园，例如法瓦拉花园（Parco della Favara）。即使现在，这座桥仍然连接了历史中心与布兰卡乔区（Brancaccio）。